# Lill-Långtjärnen (Tännäs socken, Härjedalen)
Lill-Långtjärnen är en sjö i Härjedalens kommun i Härjedalen och ingår i Ljusnans huvudavrinningsområde.